# کرم پهن دورنگه
کرم پهن دورنگه (نام علمی: Pseudoceros bicolor) نام یک گونه از راسته پرشاخه‌داران است.